# ریگان کوپا
زوتی تی۶۰۰ کوپه (با نام ایرانی ریگان کوپا) مبتنی بر زوتی تی۶۰۰ معمولی است و طراحی آن مانند زوتی تی۶۰۰ اسپرت می‌باشد.

## مونتاژ

### ایران
زوتی تی۶۰۰ کوپه در ایران با نام ریگان کوپا شناخته می‌شود. و توسط شهر خودرو عرضه شد.ریگان کوپا در ایران به چهار دسته اکسکلوسیو، رویال، فلگشیپ و نیوفیس تقسیم می‌شود.

## تیپ‌های ریگان کوپا

### اکسکلوسیو
تریم اکسکلوسیو اولین تریم از ریگان کوپا است که در سال ۱۳۹۷ عرضه می‌شد. این تیپ دارای کروز کنترل، فرمان برقی حساس به سرعت با تنظیم دوحالته، روکش چرم فرمان، دکمه‌های کنترلی فرمان، سیستم‌های ترمز EBD و ABS و BAS و EPB و اتوهلد می‌باشد. دارای چهار ایربگ (راننده، سرنشین جلو، جانبی جلو) و کمربند ایمنی پیش کشنده و محدود کننده می‌باشد. دارای سنسور جلو و عقب، سیستم صوتی ۶ اسپیکر، مانیتور ۹ اینچی لمسی، نویگیشن، دوربین عقب، دی لایت، چراغ مه‌شکن عقب، چراغ خوش آمدگویی، چراغ بدرقه، نورپردازی داخلی، ورود بدون کلید، استارت دکمه ای، تهویه اتوماتیک دوگانه، دریچه تهویه عقب، صندلی راننده ۶ حالته دستی و سرنشین ۴ حالته دستی، صندلی عقب تاشو دوتکه، روکش چرم صندلی، ایزوفیکس صندلی، خروجی ۱۲ ولت، شارژر وایرلس، گرمکن و تنظیم برقی آینه جانبی و سانروف.

### رویال
تریم رویال دومین تریم از ریگان کوپا است که در سال ۱۳۹۷ عرضه شد. این تریم تنها تفاوتی که با تریم اکسکلوسیو دارد این است که ایربگ پرده ای، سنسور باران، اتولایت، صندلی راننده ۸ حالته برقی و سرنشین جلو ۴ حالته برقی با تنظیم گودی کمر صندلی‌های جلو، قابلیت تاشو برقی آینه جانبی، سقف پانوراما و شیشه بالابر آنتی ترپ به آن اضافه شد.

### فلگشیپ
فلگشیپ جدیدترین و بهترین تریم ریگان کوپا می‌باشد که از ۱۳۹۷ شروع و تا ۱۳۹۸ ادامه داشت. نسخه فیس لیفت این خودرو از سال ۱۳۹۹ تولید می‌شود. این خودرو تنها فرقی که با ریگان کوپا رویال دارد این است که سنسور فشار باد تایر، رادار نقطه کور و تغییر مسیر، دوربین جانبی، دوربین ۳۶۰ درجه، صفحه کیلومتر دیجیتالی، ارتفاع نور اتومات، گرمکن صندلی، صندوق پران هوشمند و برقی و آینه عقب الکتروکرومیک به آن اضافه شد.

## نگارخانه

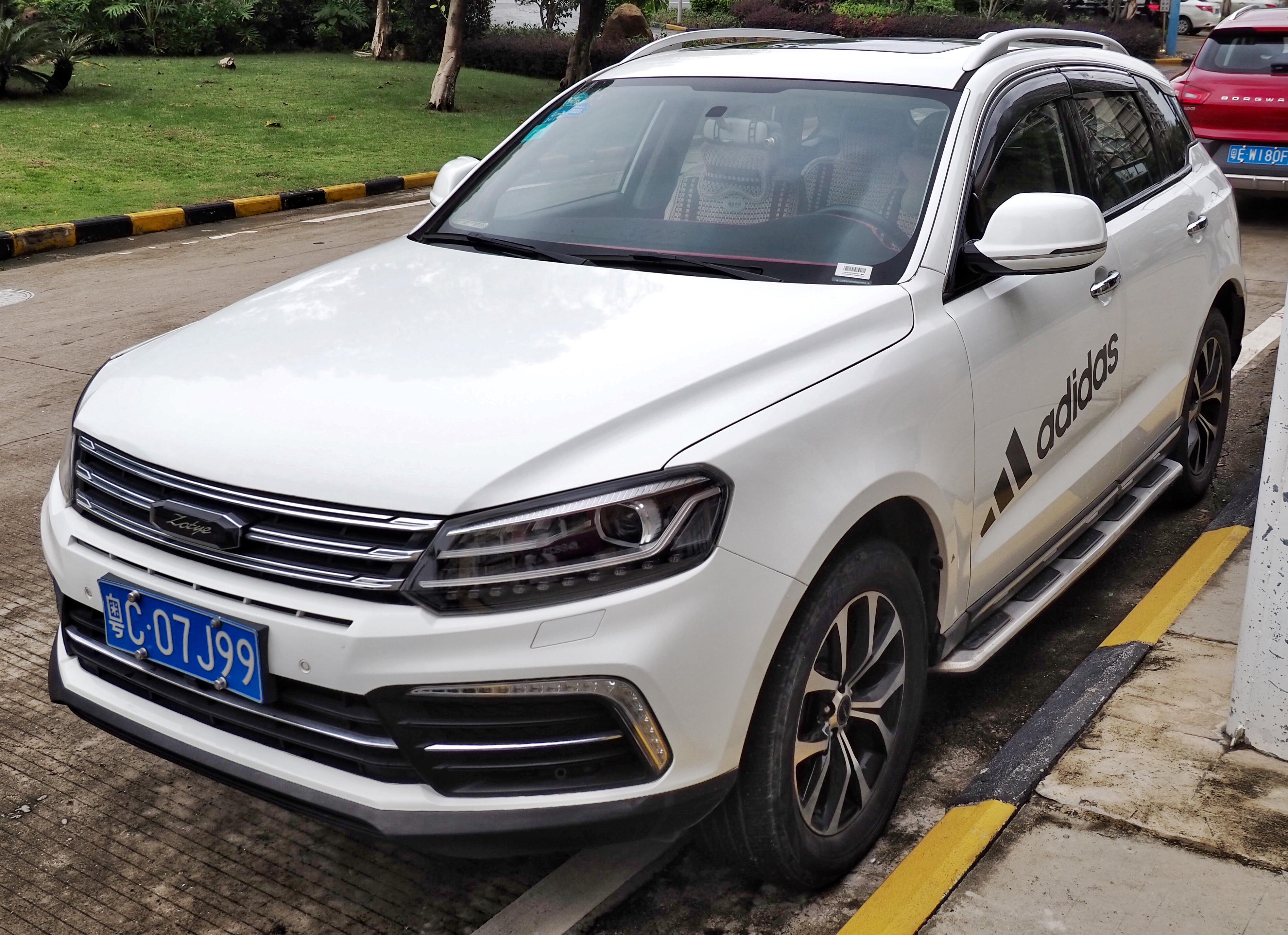
نمای جلوی ریگان کوپا
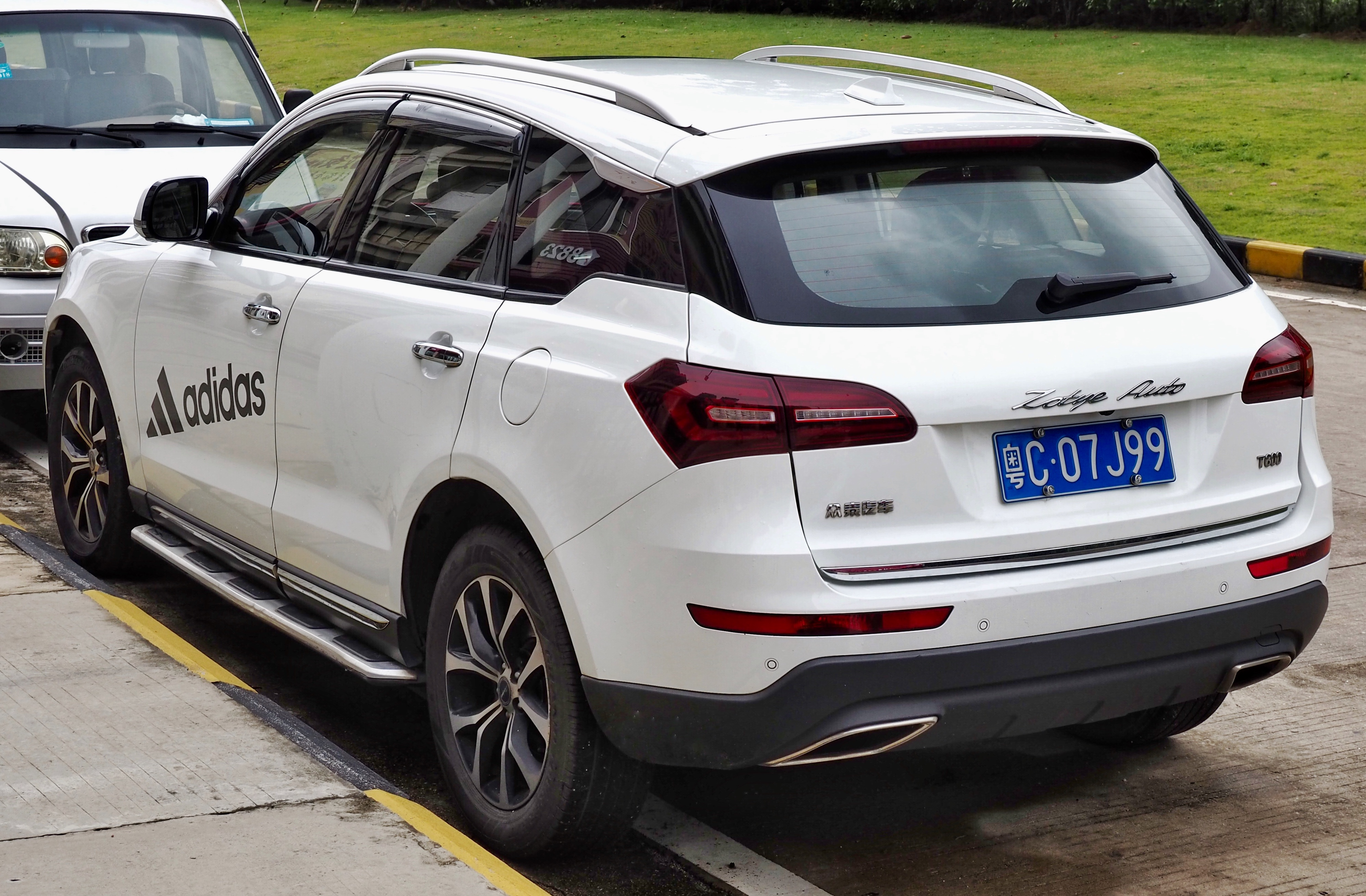
نمای عقب ریگان کوپا